# R. c. Henry
R c. Henry  est un arrêt de principe de la Cour suprême du Canada  rendu en 2005 sur la protection contre l'auto-incrimination prévue à l'article 13 de la Charte canadienne des droits et libertés.

## Les faits
David Henry et Barry Riley ont été accusés du meurtre au premier degré de Timothy Langmead, qui a été attaché à une chaise et avait du ruban adhésif enroulé autour de la bouche dans le cadre d'un différend concernant une dette liée à la drogue.

## Procès
Henry et Riley ont été reconnus coupables de meurtre au premier degré lors de leur premier procès. Ils avaient témoigné pour leur propre défense lors du premier procès 

## Appel
Les condamnations pour meurtre d'Henry et Riley ont été annulées par la Cour d'appel de la Colombie-Britannique et l'affaire a été renvoyée pour un nouveau procès.

## Second procès
Henry et Riley ont à nouveau témoigné lors de leur second procès, mais ils ont raconté une histoire différente lors du deuxième procès. Ils ont été de nouveau déclarés coupables après que le ministère public les eut contre-interrogés sur les déclarations incohérentes du premier procès.

## Appel du second procès
Les juges majoritaires de la Cour d'appel ont confirmé leur déclaration de culpabilité, rejetant leur argument selon lequel l'article 13 de la Charte canadienne des droits et libertés aurait dû empêcher que leur témoignage antérieur ne soit révélé au jury malgré le fait qu'ils avaient volontairement témoigné pour leur propre défense à chaque fois.
Le juge d'appel Hall a rendu un jugement dissident et a conclu que le témoignage au sujet duquel le ministère public avait contre-interrogé les appelants était directement incriminant et que des décisions antérieures de la Cour suprême limitaient l'utilisation de ce témoignage pour attaquer la crédibilité de l'accusé.

## Questions en litige
Henry et Riley ont fait appel de plein droit devant la Cour suprême en raison du désaccord entre les juges d'appel. La seule question en litige à la Cour suprême était la portée des arrêts R. c. Noël et R. c. Allen et plus précisément si la protection de l'art. 13 L.C. 1982 trouve application pour un accusé qui a choisi de témoigner à sa second procès.

## Jugement de la Cour suprême
La Cour suprême rejette les pourvois de David Henry et Barry Riley.

## Motifs du jugement
La Cour a statué que la Couronne peut utiliser le témoignage donné volontairement par l'accusé pour incriminer ou attaquer la crédibilité lors d'un nouveau procès. Le tribunal a en outre estimé qu'aucune distinction ne devait être établie entre l'utilisation de telles preuves pour incriminer directement les accusés ou pour attaquer leur crédibilité. La Cour a partiellement rétabli cette distinction dans R. c. Nedelcu.
Écrivant au nom de la cour, le juge Ian Binnie a conclu que l'objet de l'art. 13 était de « protéger les individus contre l’obligation indirecte de s’incriminer ». En tandem avec l'article 5 de la Loi sur la preuve au Canada, il accomplit cela en établissant un système de quid pro quo, dans lequel les témoins peuvent être contraints de témoigner sur des questions potentiellement incriminantes en échange de la promesse de l'État qu'une telle preuve forcée ne peut pas être utilisée contre eux. En empêchant l'utilisation ultérieure de ce témoignage, un tel système encourage le témoin à fournir un témoignage complet et franc.
Sur la base de cette justification, la cour a infirmé sa décision antérieure dans R. c. Mannion, en statuant que l'art. 13 L.C. 1982 ne trouve application qu'à un accusé qui avait témoigné sous contrainte dans une procédure antérieure, qu'il s'agisse d'un nouveau procès relatif à la même affaire ou d'un autre procès.
La Cour a établi une distinction entre les situations de nouveau procès où l'accusé avait déjà témoigné volontairement (et ne devrait pas bénéficier d'une immunité totale) et les cas où l'accusé est contraint de témoigner en tant que témoin non accusé dans un procès différent (et devrait donc recevoir immunité totale).
Le juge Binnie a en outre écrit qu'il était impossible en pratique d'établir une distinction entre l'utilisation d'un témoignage donné antérieurement pour attaquer la crédibilité de l'accusé ou pour l'incriminer. Sur cette base, il a conclu que l'art. 13 L.C. 1982 s'applique à toute utilisation de preuves fournies sous la contrainte, y compris dans le but déclaré de contester la crédibilité de l'accusé.
En raison de sa décision sur l'applicabilité de l'art. 13 L.C. 1982 à un accusé qui témoigne lors d'un nouveau procès, la Cour conclu que le témoignage précédent d'Henry et Riley n'avait pas été présenté de manière inappropriée lors du deuxième procès. Il a par conséquent rejeté les appels et a maintenu les condamnations

## Faits subséquents
Dans l'arrêt R. c. Nedelcu, les juges majoritaires ont conclu que l'art. 13 L.C. 1982 n'est pas en cause lorsque le témoignage d'un accusé obtenu sous la contrainte dans une procédure civile connexe a été utilisé pour le déclarer coupable dans le cadre d'un procès criminel en attaquant sa crédibilité. Écrivant au nom des juges dissidents, le juge Louis LeBel a observé que l'approche adoptée par la majorité a annulé ou du moins modifié le droit établi par l'arrêt Henry sur ce point.